# ديفيد أوليفر (مغني)
ديفيد أوليفر (بالإنجليزية: David Oliver)‏ هو مغني أمريكي، ولد في 8 يناير 1942 في مقاطعة أورانج في الولايات المتحدة، وتوفي بنفس المكان في 6 يونيو 1982.

## وصلات خارجية
- ديفيد أوليفر على موقع ميوزك برينز (الإنجليزية)
- ديفيد أوليفر على موقع ديسكوغز (الإنجليزية)